# نارتزوله
نارتزوله (به ایتالیایی: Narzole) یک کومونه در ایتالیا است که در استان کونیو واقع شده‌است. نارتزوله ۲۶٫۴ کیلومتر مربع مساحت و ۳٬۴۲۵ نفر جمعیت دارد و ۳۲۵ متر بالاتر از سطح دریا واقع شده‌است.

## خواهرخوانده
شهر تند خواهرخواندهٔ نارتزوله هست.